# Бабин Поток (Вишеград)
Бабин Поток је насељено мјесто у општини Вишеград, Република Српска, БиХ. Према попису становништва из 1991. у насељу је живјело 166 становника.

## Географија
Разбијеног је типа. Смјештено је на брдовитом терену, гдје се истичу узвишења Чунковина и Храстово брдо. Кроз атар, углавном прекривен обрадивим површинама, уз нешто бјелогоричне шуме, протичу потоци Варда и Дубока.

## Историја
У дубровачки документима, Бабин Поток помиње се 1488. године. У дефтеру из 1604. у Нахији Вишеград наведено је село Бабин Поток, са 24 домаћинства (16 муслиманских и осам хришћанских). Током Другог свјетског рата погинуо је 41 цивил (десеторо дјеце млађе од 14 година). У селу постоји муслиманско гробље, а најближа џамија и школа налазе се у Вишеграду. Електричну енергију добило је 1979, телефонску мрежу 1980, а асфалтни пут 1988. године.

## Становништво
У селу су живјеле породице: Вејзић, Велић, Драговић, Зукић, Кадрић, Кустура, Марић, Међусељац, Мујезиновић, Мутапчић, Опрашић, Пољо и Хусовић.
| Националност       | 1991.        |
| Муслимани          | 158 (95,18%) |
| остали и непознато | 8 (4,81%)    |
| Укупно             | 166          |

| Демографија | Демографија | Демографија |
| Година      | Становника  | Становника  |
| ----------- | ----------- | ----------- |
| 1879.       | 62          |             |
| 1910.       | 137         |             |
| 1948.       | 129         |             |
| 1961.       | 219         |             |
| 1971.       | 245         |             |
| 1981.       | 196         |             |
| 1991.       | 166         |             |
| 2013.       | 13          |             |